# Henry Box Brown
Henry Box Brown (Condado de Louisa, cerca de 1815 – Toronto, 15 de junho de 1897) foi um mágico e artista norte-americano. 
Henry nasceu na escravidão, em uma plantação na Virgínia. Ao se ver separado da família, vendida a outro fazendeiro, Henry enviou a si mesmo pelo Correio, dentro de uma caixa, com a ajuda de dois membros da paróquia local, na esperança de reencontrá-los e de conseguir sua liberdade. Sua atitude seria vista como uma inspiração por outros escravizados que também buscavam a liberdade.
Por um breve período, Henry foi um ativo abolicionista em todo o noroeste dos Estados Unidos, mas sendo uma figura pública e um escravizado fugido, ele se sentia vulnerável, em especial depois da assinatura da Lei do Escravo Fugitivo, de 1850, que aumentou a pressão para a captura de escravizados que fugiram de seus senhores. Assim, ele se mudou para a Inglaterra, onde morou e trabalhou por 25 anos, falando sobre a abolição, mas também apresentando números de mágica e ilusionismo.
Henry se casaria novamente na Inglaterra e retornaria aos Estados Unidos em 1875, onde continuou ganhando a vida como ilusionista, fazendo turnês pelo país até 1889. No fim da vida, ele se mudou para Toronto, onde se aposentou.

## Biografia
Henry nasceu escravizado em 1815 ou 1816, na fazenda Hermitage, de posse de John Barret, ex-prefeito de Richmond, no Condado de Louisa, na Virgínia. Seus pais eram cristão e, especialmente sua mãe, costumava lhe falar das escrituras e dos valores de Cristo. Ele tinha pelo menos um irmão e uma irmã, com algumas fontes dizendo que eram pelo menos quatro irmãs e três irmãos, que depois foram enviados para várias outras fazendas da região. Aos 15 anos, após a morte de John Barret, ele foi enviado para trabalhar em uma fábrica de tabaco em Richmond, de propriedade de William Barret, filho de John.
Em sua autobiografia, Narrativa da vida de Henry Box Brown, escrita pelo próprio, ele descreveu seu senhor:
| “ | Nosso mestre era incomumente gentil (pois mesmo um dono de escravos pode ser gentil) e enquanto ele agia com sua dignidade, ele parecia um deus para nós, mas não com sua bondade, embora soubesse muito bem quais noções supersticiosas nós formamos dele, ele nunca fez a menor tentativa de corrigir nossa impressão errônea, mas parecia satisfeito com os sentimentos de reverência que nutríamos por ele. | ” |

## Fuga
Henry se casou com uma mulher também escravizada, mas de outro senhor, chamada Nancy, em 1836, com quem teve pelo menos três filhos. Os dois frequentavam à igreja batista da área e Henry cantava no coral aos domingos. Contratado pelo dono da fábrica de tabaco, com um salário, Henry conseguiu alugar uma casa, onde morava com a família. Porém, o casamento não era reconhecido legalmente e mesmo pagando uma taxa ao dono da fazenda de Nancy para que sua esposa e seus filhos não fossem vendidos, ele traiu a confiança de Henry e os vendeu a outro dono de escravos, mesmo com Nancy grávida do quatro filho do casal, em agosto de 1848.
Henry se lamentou por meses, pensando em uma maneira de reencontrar a esposa e os filhos, até que ele decidiu fugir e usando um método incomum. Com a ajuda de um negro liberto e membro do coral da igreja, chamado James Caesar Anthony Smith, ele entrou em contato com Samuel Alexander Smith, um sapateiro e apostador branco, que concordou em ajudar na fuga de Henry. Os três pensaram em várias maneiras, mas Henry pensou que a melhor maneira era ser enviado de trem para a Filadélfia, estado onde a escravidão era ilegal, como se fosse uma mercadoria. Samuel avisou James Miller McKim, líder da Sociedade Anti-escravidão da Pensilvânia, envolvido com a Underground Railroad, que se comprometeu em receber "a carga" em seu destino.
Em 29 de março de 1849, Henry fingiu um machucado na fábrica com ácido sulfúrico para poder ir até a cidade em busca de um médico, quando na verdade ele foi até a sapataria de Samuel. Samuel e James colocaram Henry em uma apertada caixa de madeira, com apenas um orifício para respirar, alguns biscoitos e um pouco de água em um cantil, colocando no manifesto a descrição de "comida seca", a ser enviada de Richmond para a Filadélfia. Henry pagou 86 dólares a Samuel Smith pela postagem. Na transferência de barco a vapor pelo rio Potomac para Washington vindo de Richmond, passando por Fredericksburg e pelo terminal ferroviário do Potomac em Aquia Creek, Henry foi virado de cabeça para baixo na caixa por várias horas e quase morreu, mesmo com o aviso estampado na caixa de "manuseie com cuidado" e "este lado para cima". Em outras transferências, a caixa foi manuseada rudemente, mas ele resistiu em silêncio. Ele foi transportado por vagão, ferrovia, barco a vapor, vagão novamente, ferrovia, balsa, ferrovia e finalmente vagão de entregas.
| “ | Senti meus olhos incharem como se fossem estourar das órbitas; e as veias de minhas têmporas estavam terrivelmente dilatadas com a pressão do sangue na minha cabeça. | ” |

Seu pacote chegou à Filadélfia em 30 de março. McKim a buscou na agência do Correio e a levou para o escritório da Sociedade Anti-escravidão da Pensilvânia, onde a caixa foi aberta com ansiedade pelos presentes. Depois de 26 horas confinado na caixa, Henry saiu de dentro cansado, porém livre. Ao sair da caixa, lhe perguntaram como ele estava e, agradecido por ter conseguido fugir, ele teria cantado um salmo para celebrar sua liberdade.
A Sociedade Anti-escravidão esperava poder utilizar o mesmo método para libertar mais escravizados, já que panfletos, palestras, cartas e outros materiais escritos falando sobre abolição não conseguiam chegar ao sul do país. Como os Correios ganharam agilidade e segurança e a constituição garantia a privacidade das correspondências dos cidadãos, ela era um meio considerado perfeito para libertar escravizados. 

## Liberdade

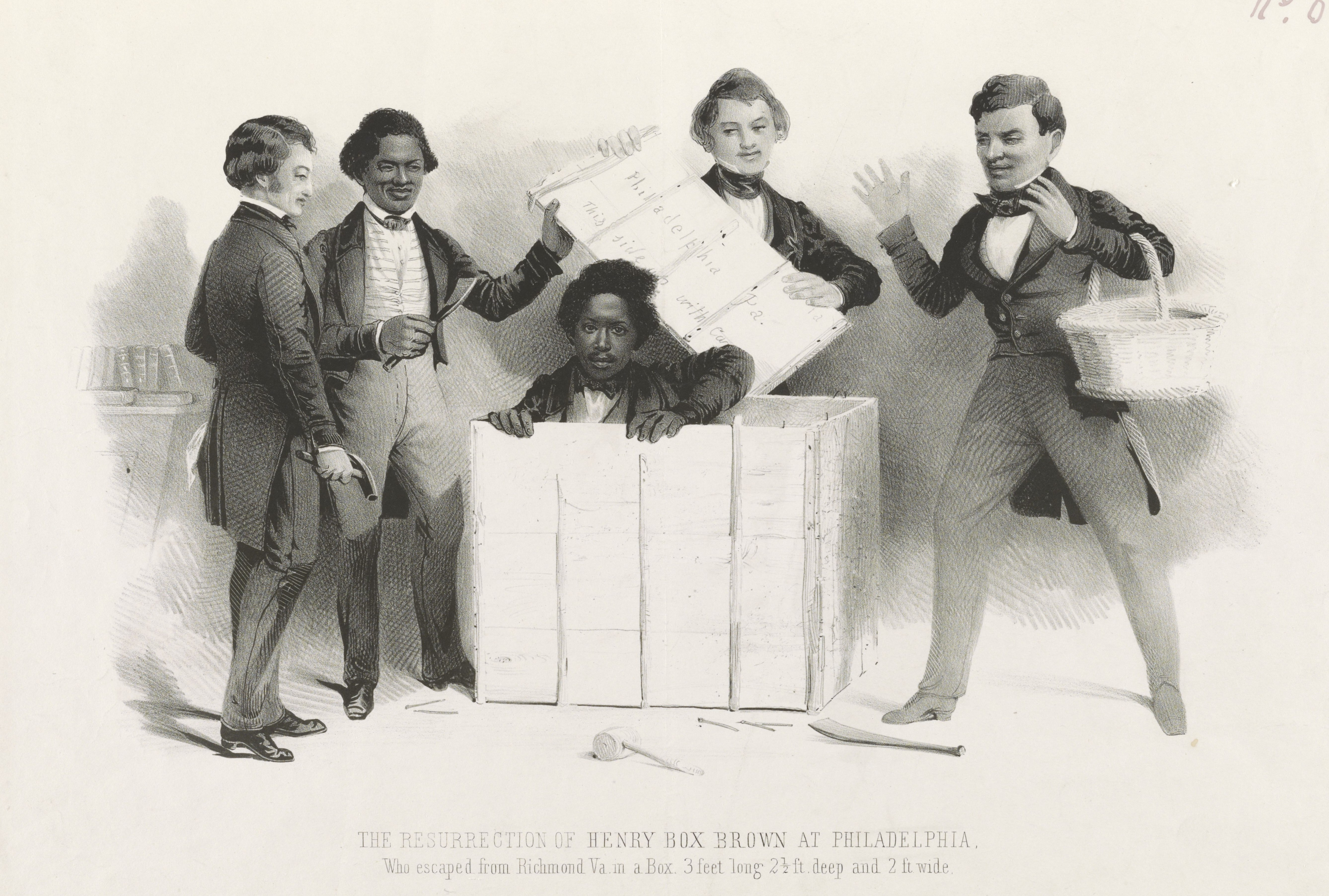
The Resurrection of Henry Box Brown at Philadelphia, litografia por Samuel Rowse, 1850

Henry se tornou um ativo palestrante para a Sociedade Anti-escravidão de Massachusetts, chegando a conhecer Frederick Douglass. O apelido "Box" (caixa, em inglês), surgiu em uma convenção anti-escravidão em Boston, em maio de 1849 e depois ele acabou adotando como parte de seu nome. Henry publicou duas versões de sua autobiografia, chamada Narrativa da vida de Henry Box Brown, escrita pelo próprio. A primeira foi escrita com a ajuda de Charles Stearns, em 1849, que seguia o padrão de outras narrativas sobre a escravidão na época. A segunda foi publicada em Manchester, em 1851, depois de sua mudança para a Inglaterra.
Frederick Douglass gostaria de Henry não tivesse revelado por qual método ele tinha escapado em suas palestras. Quando Samuel Smith tentou libertar outros escravos, em Richmond, em 1849, eles foram presos. No ano de sua fuga, Henry entrou em contato com o novo dono de sua esposa e filhos, que ofereceu vender sua família de volta, mas Henry recusou, talvez por não ter o valor total. Ele não veria mais a família.
Depois que a Lei do Escravo Fugitivo de 1850 foi aprovada, que exigia cooperação entre as forças da lei para a captura de fugitivos mesmo em estados onde a escravidão era ilegal, Henry se mudou para a Inglaterra para sua prória segurança, onde se tornou uma figura pública. Ele excurcionou pelo país pelos próximos anos, falando sobre a abolição em centenas de palestras por ano, ao longo de uma década.
Com a eclosão da Guerra de Secessão, em 1861, ele abandonou as palestras e se tornou artista, atuando nos palcos, cantando e fazendo shows de mágica e ilusionismo, onde era conhecido como o "Príncipe Africano". Na Inglaterra ele conheceu sua segunda esposa, Jane Floyd, uma mulher branca, filha de um fabricante de latas da Cornualha, em 1855, com quem começou uma nova família.
Em 1875, Henry retornou aos Estados Unidos com sua família com um grupo de mágicos.

## Morte
Em algum momento, a família se mudou para Toronto, no Canadá e há indícios de que eles continuaram atuando e fazendo shows de mágica até o começo da década de 1890. Seu último show documentado aparece em um jornal, que fala que Henry, sua filha Annie e sua esposa Jane se apresentaram em Brantford, em Ontário, em 26 de abril de 1889.
Henry Brown morreu em 15 de junho de 1897, em Ontário, aos 82 anos.